# P. C. Chang
P. C. Chang (celým jménem Peng Chun Chang, 22. dubna 1892, Tchien-ťin – 9. července 1957, New Jersey) byl čínský akademik, dramatik, filozof a aktivista za lidská práva.

## Životopis
P. C. Chang se narodil v čínském Tchien-ťinu v dubnu 1892, jeho starším bratrem byl Čang Po-ling, zakladatel univerzity Nan-kchaj. Peng Chun Chang získal bakalářský titul na Clark University ve Worcesteru v roce 1913, a Ph.D. na Kolumbijské univerzitě, kde studoval u významného filozofa a pedagoga Johna Deweyho. Během studií studoval Chang literaturu a divadlo. Produkoval několik her, včetně původní verze Chua Mu-lan. Po ukončení studia se vrátil do Číny a stal se profesorem vyučování a hraní divadla na univerzitě Nan-kchaj v Tchien-ťin, kde také vyučoval filozofii a stal se významným učencem čínského tradičního dramatu. Mnoho z jeho žáků se stalo slavnými dramatiky. Stal se členem okruhu Mej Lan-fanga, předního interpreta Pekingské opery. V roce 1930 řídil turné čínského klasického divadla do Severní Ameriky a v roce 1935 do Sovětského svazu.
Po invazi Japonska do Číny v roce 1937 se Chang připojil k protijaponskému odporu na univerzitě. Když tam Japonci dorazili, uprchl v přestrojení za ženu. Čínská vláda ho zaměstnala, aby pomáhal při prosazování povědomí v Evropě a Americe o masakru v Nankingu. Chang později vyučoval na University of Chicago.
Chang se stal diplomatem na plný úvazek v roce 1942 a sloužil jako zástupce Číny v Turecku. Byl nadšeným propagátorem čínské kultury. V Turecku přednášel o vzájemných vlivech a společných rysech mezi islámskou a čínskou kulturou a vztahu konfucianismu a islámu.  Po válce byl Chang čínským zástupcem na konferenci, která vytvořila Všeobecnou deklaraci lidských práv. Chang odstoupil z OSN v roce 1952 kvůli zhoršujícímu se zdravotnímu stavu a zemřel v roce 1957.